# Pettus
Pour la zone non incorporée de l’État de Virginie-Occidentale, voir Pettus (Virginie-Occidentale).
Pettus est une census-designated place située dans le comté de Bee, dans l’État du Texas, aux États-Unis. Sa population s’élevait à 558 habitants lors du recensement de 2010.